# Racomitrium japonicum
Racomitrium japonicum är en bladmossart som beskrevs av Frans François Dozy och Molkenboer 1847. Racomitrium japonicum ingår i släktet raggmossor, och familjen Grimmiaceae. Inga underarter finns listade i Catalogue of Life.